# Bodo Ramelow
Bodo Ramelow (pronunciació alemanya: [ˈboːdoː ˈʁaməloː] (Osterholz-Scharmbeck, Baixa Saxònia, Alemanya, 16 de febrer de 1956) és un polític alemany del Partit de l'Esquerra que ha estat ministre president de Turíngia des de 2014. Prèviament havia sigut president del grup del seu partit al Parlament Estatal de Turíngia.

## Carrera política
Ramelow va néixer i es va criar a l'Alemanya Occidental. És un venedor minorista i va ser oficial a HBV, un sindicat per treballadors del comerç, la banca i les assegurances durant els anys vuitanta. Es va traslladar a Turíngia, a l'antiga Alemanya de l'Est, després de la reunificació alemanya el 1990. Allà es va apuntar al post-comunista Partit del Socialisme Democràtic (PDS). Fou elegit al Parlament Estatal de Turíngia el 1999. Va esdevenir vicepresident i el 2001 president del grup parlamentari del partit al Landtag (Parlament Estatal).
El febrer de 2014 va ser elegit com a cap de llista del PDS a les eleccions estatals de Turíngia. El juny de 2004 el partit obtingué el seu millor resultat a Turíngia des de la reunificació alemanya amb un 26,1% dels vots. Va ser reelegit president del PDS a Turíngia.
El juny de 2005, amb Ramelow com a negociador en cap, s'iniciaren converses per unificar el PDS i el WASG, que resultaren en el nou partit L'Esquerra. El setembre de 2005 va ser elegit vicepresident de l'Esquerra al Bundestag. A les eleccions estatals de Turíngia de 2009 va liderar l'Esquerra convertint-lo en el segon partit més votat amb un 27,4% dels vots, cosa que el convertí en competidor pel càrrec de ministre president.

### Vigilància il·legal pel Verfassungsschutz
El 2003 es va fer públic que els serveis d'intel·ligència domèstics d'Alemanya, el Bundesamt für Verfassungsschutz, havia estat vigilant Ramelow i li havia obert un dossier pels seus presumptes contactes amb el Partit Comunista Alemany (DKP) durant els anys vuitanta. La vigilància s'havia aturat suposadament després de l'entrada de Ramelow al Parlament Estatal el 1999, però el maig de 2016, la cort administrativa de Weimar va decretar que la Verfassungsschutz de l'estat de Turíngia havia de mostrar el dossier i la informació guardada. Es va saber que el Verfassungsschutz federal havia vigilat Ramelow durant molts anys. Ramelow va denunciar les autoritats però, el 2010 la Cort Federal Administrativa d'Alemanya va determinar que el Verfassungsschutz tenia dret a vigilar polítics del partit l'Esquerra a causa de "la sospita raonable d'activitats anticonstitucionals".
La decisió va ser anul·lada el 2013 pel Tribunal Constitucional Federal, que decidí que la vigilància havia estat il·legal. Afirmà que vigilar parlamentaris podia ser acceptable però només en circumstàncies excepcionals, "si hi ha indicis que el legislador ha abusat del seu mandat en la lluita contra l'ordre constitucional democràtic o ha lluitat activament i agressiva contra aquest ordre." El tribunal no va trobar proves per sospitar de Ramelow, que és considerat com una de les veus més moderades dins del seu partit. La decisió també va ser interpretada majoritàriament com una gran victòria pel partit de Ramelow.

### Ministre president de Turíngia
Després de les eleccions el setembre de 2014, Ramelow va ser elegit pel Parlament Estatal com a ministre president de Turíngia el 5 de desembre de 2014 amb el suport del Partit Socialdemòcrata i els Verds, que havien format una coalició amb l'Esquerra. Aquest vot, que Ramelow va guanyar en segona volta, va permetre per primera cop que l'Esquerra obtingués la presidència d'un dels estats d'Alemanya després de la reunificació d'Alemanya el 1990.